# Кубок України з футболу серед аматорів 2008

## Перелік матчів

### Перший раунд (1/16)
| «Цементник» (Ямниця)        | 4:2  | ФК «Мукачеве» (Мукачеве)  | 3:0 та 1:2 |
| «Збруч-Астарта» (Волочиськ) | 2:3  | «Лан» (Велика Березовиця) | 0:1 та 2:2 |
| ФК «Галичина» (Львів)       | 9:4  | ВОТРАНС-ЛСТМ (Луцьк)      | 5:0 та 4:4 |
| «Галич» (Збараж)            | 14:2 | ФК «Мар'янівка»           | 8:0 та 6:2 |
| «Арсенал» (Скраглівка)      | 1:4  | «Світанок» (Ковалівка)    | 1:0 та 0:4 |
| «Металург» (Малин)          | 1:4  | «Ходак» (Черкаси)         | 0:2 та 1:2 |
| «Олімпік» (Кіровоград)      | 1:5  | ФК «Велика Багачка»       | 1:1 та 0:4 |
| ФШМ «Донбас-Крим» (Донецьк) | 4:3  | «Хімік» (Сєвєродонецьк)   | 1:2 та 3:1 |
| ФК «Воронівка»              | 3:0  | «Бриз» (Ізмаїл)           | 2:0 та 1:0 |
| СК «Каховка»                | 1:2  | «Ілліч» (Осипенко)        | 1:0 та 0:2 |

### Другий раунд (1/8)
| «Цементник» (Ямниця)        | 6:7 | ФК «Лужани»                   | 3:4 та 3:3 |
| «Лан» (Велика Березовиця)   | 1:7 | ФК «Галичина» (Львів)         | 0:1 та 1:6 |
| «Галич» (Збараж)            | 6:1 | БРВ-ВІК (Володимир-Волинський | 3:1 та 3:0 |
| «Світанок» (Ковалівка)      | 3:3 | «Полісся» (Добрянка)          | 1:3 та 2:0 |
| «Ходак» (Черкаси)           | 2:3 | «Ірпінь» (Гореничі)           | 1:0 та 1:3 |
| ФК «Велика Багачка»         | 1:2 | «Єдність-2» (Плиски)          | 0:0 та 1:2 |
| ФШМ «Донбас-Крим» (Донецьк) | 3:8 | «Торпедо» (Миколаїв)          | 3:6 та 0:2 |
| ФК «Воронівка»              | 2:4 | «Ілліч» (Осипенко)            | 2:1 та 0:3 |

### Чвертьфінали (1/4)
| ФК «Галичина» (Львів) | 5:4 | ФК «Лужани»          | 3:1 та 2:3 |
| «Галич» (Збараж)      | 3:3 | «Полісся» (Добрянка) | 2:0 та 1:3 |
| «Єдність-2» (Плиски)  | 2:5 | «Ірпінь» (Гореничі)  | 2:1 та 0:4 |
| «Торпедо» (Миколаїв)  | 2:3 | «Ілліч» (Осипенко)   | 1:2 та 1:1 |

### Півфінали (1/2)
| ФК «Галичина» (Львів) | 4:1 | «Галич» (Збараж)    | 3:0 та 1:1 |
| «Ілліч» (Осипенко)    | 0:2 | «Ірпінь» (Гореничі) | 0:0 та 0:2 |

### Фінал
| ФК «Галичина» (Львів) | 1:3 | «Ірпінь» (Гореничі) | 0:0 та 1:3 |